# Gagrellula albilineata
Gagrellula albilineata is een hooiwagen uit de familie Sclerosomatidae.